# Angel Records

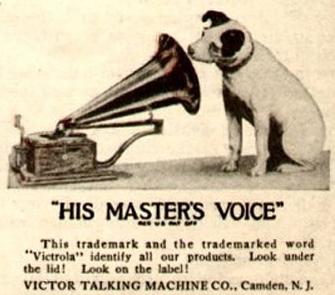
Il cagnetto Nipper, che sostituì l'Angleo iniziale

Logo EMI Classics

La Angel Records era un'etichetta discografica fondata dalla EMI nel 1953. Era specializzata in musica classica, ma occasionalmente poteva ospitare un'operetta o una musical di Broadway e un disco comico di Peter Sellers. Il famoso marchio Recording Angel è stato utilizzato dalla Gramophone Company, EMI e dalle sue società affiliate dal 1898. L'etichetta diventò inattiva nel 2006, quando sciolse e riassegnò i suoi artisti classici e i cataloghi alla sua etichetta madre EMI Classics e fuse i suoi artisti del teatro musicale ed i cataloghi nella Capitol Records. La EMI Classics è stata venduta al Warner Music Group nel 2013.

## Angelo registratore
Un angelo registratore è una figura tradizionale che veglia sulle persone, segnando le loro azioni su una tavoletta per un giudizio futuro. L'artista Theodore Birnbaum ideò una versione modificata di questa immagine, raffigurante un cherubino che incide le scanalature in un disco fonografico con una penna. A partire dal 1898 la Gramophone Company nel Regno Unito ha utilizzato questo angelo come marchio sulle sue etichette discografiche e sui riproduttori, così come fecero le società affiliate in tutto il mondo.
Dal 1909 Gramophone e società collegate iniziarono a sostituire l'angelo con il famoso marchio "His Master's Voice" raffigurante il cane Nipper che ascolta un grammofono. L'angelo della registrazione fu mantenuto nelle aree in cui la rappresentazione di un cane era considerata offensiva e nel Nord e Sud America dove il marchio His Master's Voice era controllato dalla RCA Victor.

## Angel Records
Nel 1953 il successore di Gramophone, EMI perse il suo accordo di distribuzione negli Stati Uniti con la Columbia Records, che aveva scelto di fare della Philips Records il distributore delle registrazioni della Columbia statunitense al di fuori del Nord America. In risposta, la EMI fondò la Angel Records a New York City sotto la direzione del produttore discografico Dorle Soria (14 dicembre 1900 – 7 luglio 2002) e suo marito Dario Soria (21 maggio 1912 – 28 marzo 1980). La coppia si concentrò sulla distribuzione di registrazioni classiche EMI nel mercato statunitense. Lasciarono l'etichetta nel 1957, avendo già accumulato un catalogo di circa 500 titoli, quando EMI fuse Angel nella sua sussidiaria Capitol Records recentemente acquisita e passò dai dischi importati alla produzione statunitense. Tuttavia, le registrazioni di Angel come l'esecuzione di Sir Thomas Beecham nel 1957 di Shahrazād di Nikolaj Rimskij-Korsakov, realizzata in Inghilterra in stereo con la Royal Philharmonic, erano ancora importate negli Stati Uniti.
Negli anni '60, la EMI introdusse l'etichetta economica Seraphim Records, principalmente negli Stati Uniti, per competere con le etichette a basso prezzo RCA Victrola e Columbia Odyssey Records, che presentavano registrazioni storiche emesse da tutte e tre le società. Nel 1967, mentre la RCA Victrola celebrava il centenario di Arturo Toscanini con la ristampa di numerose registrazioni del Maestro e della NBC Symphony Orchestra, la Seraphim ristampò alcune delle registrazioni britanniche EMI di Toscanini con la BBC Symphony Orchestra, realizzate nella Queen's Hall di Londra dal 1937 al 1939. Queste registrazioni erano state precedentemente distribuite negli Stati Uniti dalla RCA Victor. Diversi album comprendevano Sir Thomas Beecham e la Royal Philharmonic Orchestra, comprese le registrazioni stereo di Beecham del 1959, che furono trasferite dall'etichetta Angel a Seraphim. Alcune registrazioni storiche della EMI sono apparse negli Stati Uniti per l'etichetta Seraphim su CD negli ultimi anni.
Dal 1990 l'uso internazionale del marchio Angel è stato sostituito dall'etichetta EMI Classics. È ancora attivo negli Stati Uniti.
Nel 1992 Angel si espanse nel genere del teatro musicale, aggiungendo il marchio Angel Broadway.
Nel 2001 Angel ha pubblicato nuove edizioni rimasterizzate e ampliate delle colonne sonore di tre film di Rodgers e Hammerstein: Oklahoma!, Carousel e Il re ed io. Le versioni LP e le versioni CD originali di queste colonne sonore erano state precedentemente pubblicate dalla Capitol Records.
A metà degli anni 2000 l'etichetta Angel è stata utilizzata dalla Parlophone Records nel Regno Unito per una serie di pubblicazioni di artisti americani come l'album I Love You di Diana Ross e il singolo del rapper Mims "This Is Why I'm Hot"
L'etichetta è rimasta inattiva dal 2006, quando è stata collocata sotto il Blue Note Label Group, sciogliendo e riassegnando artisti e cataloghi della Angel Records nella sua etichetta madre EMI Classics, che è anche sotto il Blue Note Label Group e artisti e cataloghi di teatro musicale in Capitol Records. La EMI Classics è stata venduta e assorbita dalla Warner Classics.